# 김정균, 박수림의 신바람 쇼
김정균, 박수림의 신바람 쇼는 2000년 5월 1일부터 2001년 10월 14일까지 1년간 KBS 2라디오에서 매일 낮 12시 20분부터 낮 1시 55분까지 방송했던 라디오 프로그램이다.

## DJ
- 김정균, 박수림

## 같이 보기
- KBS
- KBS 제2라디오

| KBS 2라디오                                                     |                                                                         |                              |
| 이전                                                            | 김정균, 박수림의 신바람 쇼                                              | 다음                         |
| KBS 제2라디오 정오종합뉴스                                      | 김정균, 박수림의 신바람 쇼                                              | 이병진, 김미성의 2시가 좋아  |
| 월~토요일 낮 12시 ~ 낮 12시 15분, 일요일 낮 12시 ~ 낮 12시 10분 | 월~토요일 낮 12시 15분 ~ 낮 1시 55분, 일요일 낮 12시 10분 ~ 낮 1시 55분 | 오후 2시 5분 ~ 오후 3시 55분 |
|                                                                 | 일부 지역 자체 방송                                                     |                              |